# ペニー・モーダント
ペニー・モーダント（Penny Mordaunt）、本名ペネロピー・メアリー・モーダント（Penelope Mary Mordaunt [ˈmɔːrdənt]、1973年3月4日 - ）は、イギリスの政治家。2022年9月6日から2024年7月5日まで庶民院院内総務・枢密院議長を務める。国防大臣、平等担当大臣、国際開発大臣、ポーツマス・ノース選挙区選出庶民院議員を歴任した。

## 経歴
1973年3月4日、デボン州トーキー生まれ。アイルランド系である。アリシューザ級軽巡洋艦「ペネロピ」に因んで名付け。ヒルシー兵舎で生まれた彼女の父親はパラシュート連隊を離れ、教師として従事した。モーダントには2人の兄弟がおり、その名はジェームズと弟のエドワードである。彼女の母親であるジェニファーはフィッシャー・スノーデンの最初の労働大臣である。アンジェラ・ランズベリーは彼女の祖母のいとこである。モーダントはハンプシャー州ウォータールービルのオークランド・カトリック・スクールで教育を受け、ビクトリーランド演劇学校で演劇を学んだ。1995年、レディング大学哲学専攻卒業。

### 議員活動
2003年11月に2005年の総選挙のポーツマス・ノース選挙区で闘う保守党候補に選ばれた。彼女は保守党の得票率を5.5パーセント伸ばしたが、1139票差で労働党候補のサラ・マッカーシー・フライに敗北した。女性のみの候補者リストへの批判をうけ モーダントは、2005年の選挙後にデイヴィッド・ウィレッツの保守党党首選キャンペーン（途中で撤退）の参謀長として働いた。

#### 国際開発長官

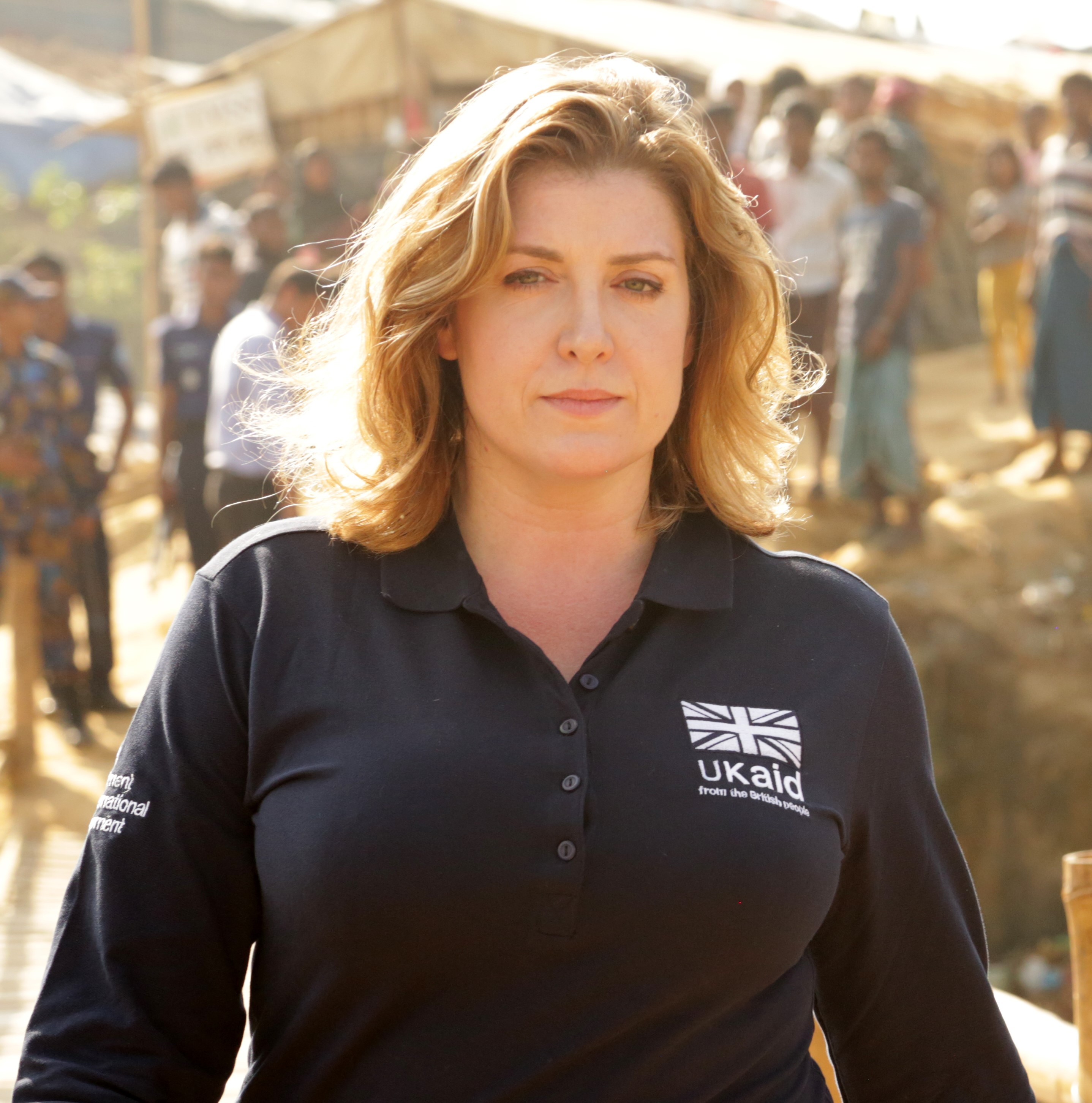
バングラデシュのクトゥパロン難民キャンプにて（2017年11月25日）

2017年11月9日、英国政府に無断で休暇中にベンヤミン・ネタニヤフ首相らイスラエル要人と会談を行い辞任したプリティ・パテルの後任の国際開発担当国務長官に任命された。

#### 国防大臣
2019年5月1日にイギリスの5Gネットワークに関連したファーウェイの制限付きアクセスを許可する計画に関する情報漏洩の調査でギャビン・ウィリアムソンの解任後、史上初の女性の国防大臣に任命された。2019年7月24日に国防省を辞任し、平等担当大臣としてツイッターを介して発表した。

#### 保守党党首選挙
2022年7月、ボリス・ジョンソン首相が辞任を表明し、モーダントは党首選挙に出馬した。序盤の情勢は、ブックメーカーや世論調査によると、保守党党員からの支持率が1位と高く、最有力候補とされていた。保守党下院議員による予備選挙では、第4回投票まで2位を維持し続けたが、3名から2名に絞る最終の第5回投票ではリズ・トラス外相に僅差で逆転され最下位となり、落選した。

#### 下院院内総務・枢密院議長
トラス内閣で庶民院院内総務兼枢密院議長に就任。枢密院議長としてチャールズ3世の即位を取り仕切ったほか、トラス首相の代理として議会で野党からの質問にジョークを交えながら答え、保守党から評価された。
トラスの辞任表明を受け行われる党首選挙への立候補を最後まで模索していたが、立候補受付の10月24日に出馬を断念した。
2023年5月6日のチャールズ3世とカミラの戴冠式では、枢密院議長の職責として献納の宝剣（Jewelled Sword of Offering）を奉呈し、国剣（Sword of State）を奉持する役を担った。モーダントは鎮痛剤を服用してこの役目に臨んだと述べている。
2024年7月4日に執行された総選挙で保守党は議席数が解散前の約3分の1に減る大惨敗を喫し、モーダントもポーツマス・ノース選挙区で労働党の新人に780票差で敗れ落選した。

## 人物・私生活
「英国で最もセクシーな国会議員」と称されており、リアリティ番組「スプラッシュ！」では水着姿を披露して話題となった。
1999年にレディング大学の同級生であるポール・マーレーと結婚したが、わずか1年でスピード離婚した。その後、クラシック歌手であるイアン・リヨンと交際していた。
モーダントはイギリス海軍予備員であり、陸上施設として使用されているフリゲート艦「エクセレント」（HMS Excellent）に属する。